# Rudolf Seiters
Rudolf Seiters (ur. 13 października 1937 w Osnabrücku) – niemiecki polityk i prawnik, działacz Unii Chrześcijańsko-Demokratycznej (CDU), poseł do Bundestagu, minister w rządach Helmuta Kohla.

## Życiorys
Ukończył szkołę średnią w Hausach, następnie studia prawnicze na Westfalskim Uniwersytecie Wilhelma w Münsterze. W 1963 i 1967 zdał państwowe egzaminy prawnicze I oraz II stopnia. Pracował w administracji rządowej.
W 1958 wstąpił do Unii Chrześcijańsko-Demokratycznej i jej organizacji młodzieżowej Junge Union. Pełnił różne funkcje w strukturach młodzieżówki, dołączając w 1967 do jej federalnego komitetu wykonawczego. W 1969 po raz pierwszy uzyskał mandat posła do Bundestagu. Z powodzeniem ubiegał się o reelekcję w kolejnych wyborach, zasiadając w niższej izbie niemieckiego parlamentu nieprzerwanie do 2002. Od 1971 wchodził w skład kierownictwa frakcji CDU/CSU. W latach 1972–1998 pełnił funkcję wiceprzewodniczącego CDU w Dolnej Saksonii.
Od kwietnia 1989 do listopada 1991 zajmował stanowisko ministra do zadań specjalnych i jednocześnie szefa Urzędu Kanclerza Federalnego. Następnie do lipca 1993 sprawował urząd ministra spraw wewnętrznych. Podał się do dymisji, przyjmując polityczną odpowiedzialność za akcję zatrzymania terrorystów z RAF, w której zginął funkcjonariusz GSG 9.
Rudolf Seiters pozostał członkiem parlamentu do 2002, był wiceprzewodniczącym frakcji chadeckiej (1994–1998) i wiceprzewodniczącym Bundestagu (1998–2002). W 2003 został prezesem Niemieckiego Czerwonego Krzyża, kierował nim do 2017.
Odznaczony m.in. Wielkim Krzyżem Zasługi z Gwiazdą Orderu Zasługi Republiki Federalnej Niemiec (1995).